# Scheldeprijs 2008
De 96e editie van de Scheldeprijs werd gehouden op 16 april 2010. De 138 deelnemers moesten een parcours van 207 kilometer van Antwerpen naar Schoten afleggen. De wedstrijd maakte deel uit van de UCI Europe Tour, met de categorie 1.HC. De Brit Mark Cavendish won de wedstrijd voor de tweede keer op rij. Hij verraste Tom Boonen die aan de finish leek te gaan winnen, maar de handen te vroeg in de lucht stak, waardoor Cavendish hem nog voorbij ging.

## Uitslag
| Plaats  | Naam              | Ploeg                                 | Tijd     |
| ------- | ----------------- | ------------------------------------- | -------- |
| Winnaar | Mark Cavendish    | High Road                             | 4u59'15" |
| 2       | Tom Boonen        | Quickstep-Innergetic                  | z.t.     |
| 3       | Robbie McEwen     | Silence-Lotto                         | z.t.     |
| 4       | Erik Zabel        | Milram                                | z.t.     |
| 5       | Stefan van Dijk   | Mitsubishi-Jartazi                    | z.t.     |
| 6       | Fabien Bacquet    | Skil-Shimano                          | z.t.     |
| 7       | Greg Henderson    | High Road                             | z.t.     |
| 8       | Wouter Weylandt   | Quickstep-Innergetic                  | z.t.     |
| 9       | Daniel Musiol     | Volksbank                             | z.t.     |
| 10      | Borut Božič       | Cycle Collstrop                       | z.t.     |
| 11      | Mattia Gavazzi    | Preti Mangimi-Prisma Stufe            | z.t.     |
| 12      | Kristof Goddaert  | Chocolade Jacques-Topsport Vlaanderen | z.t.     |
| 13      | Roy Sentjens      | Silence-Lotto                         | z.t.     |
| 14      | Björn Thurau      | ELK Haus-Simplon                      | z.t.     |
| 15      | Matthé Pronk      | Cycle Collstrop                       | z.t.     |
| 16      | Graeme Brown      | Rabobank                              | z.t.     |
| 17      | Sebastian Siedler | Skil-Shimano                          | z.t.     |
| 18      | Raynold Smith     | Cycle Collstrop                       | z.t.     |
| 19      | Sjef De Wilde     | Willems Veranda's                     | z.t.     |
| 20      | Ward Bogaert      | Profel Prorace                        | z.t.     |

Mannen: 1907 · 1908 · 1909 · 1910 · 1911 · 1912 · 1913 · 1914 · 1915 · 1916 · 1917 · 1918 · 1919 · 1920 · 1921 · 1922 · 1923 · 1924 · 1925 · 1926 · 1927 · 1928 · 1929 · 1930 · 1931 · 1932 · 1933 · 1934 · 1935 · 1936 · 1937 · 1938 · 1939 · 1940 · 1941 · 1942 · 1943 · 1944 · 1945 · 1946 · 1947 · 1948 · 1949 · 1950 · 1951 · 1952 · 1953 · 1954 · 1955 · 1956 · 1957 · 1958 · 1959 · 1960 · 1961 · 1962 · 1963 · 1964 · 1965 · 1966 · 1967 · 1968 · 1969 · 1970 · 1971 · 1972 · 1973 · 1974 · 1975 · 1976 · 1977 · 1978 · 1979 · 1980 · 1981 · 1982 · 1983 · 1984 · 1985 · 1986 · 1987 · 1988 · 1989 · 1990 · 1991 · 1992 · 1993 · 1994 · 1995 · 1996 · 1997 · 1998 · 1999 · 2000 · 2001 · 2002 · 2003 · 2004 · 2005 · 2006 · 2007 · 2008 · 2009 · 2010 · 2011 · 2012 · 2013 · 2014 · 2015 · 2016 · 2017 · 2018 · 2019 · 2020 · 2021 · 2022 · 2023 · 2024 · 2025
Vrouwen: 2021 · 2022 · 2023 · 2024 · 2025